# Emil Johansson (friidrottare)
Emil Johansson, född 10 juni 2002, är en svensk friidrottare med kortdistanslöpning som specialitet, tävlande för Turebergs FK. Han vann SM-guld på 400 meter inomhus år 2020.

## Personliga rekord
| Utomhus - 100 meter – 10,56 (Helsingborg, Sverige 11 augusti 2023) - 200 meter – 21,13 (Sollentuna, Sverige 8 juli 2023) - 400 meter – 46,43 (Söderhamn, Sverige 29 juli 2023) | Inomhus - 60 meter – 6,88 (Karlstad, Sverige 25 februari 2023) - 200 meter – 21,33 (Karlstad, Sverige 28 januari 2024) - 400 meter – 46,98 (Karlstad, Sverige 26 februari 2023) - Längdhopp – 6,32 (Sollentuna, Sverige 11 mars 2018) |

### Fotnoter
1. 1 2  ”Personsida på Friidrottstatistik”. friidrottsstatistik.se. https://www.friidrottsstatistik.se/atswe.php?Gender=1&ID=296807. Läst 11 september 2021.
2. ↑  ”Friidrotts-SM 2019 Karlstad”. Arkiverad från originalet den 2 september 2019. https://web.archive.org/web/20190902083413/http://212.247.216.72/friidrott/sm19/result_t.php. Läst 17 september 2019.
3. ↑  ”Resultat: Friidrotts-SM, Uppsala 14‐16.8.20”. friidrottsstatistik.se. https://www.friidrottsstatistik.se/resultsswe.php?CID=12968582&Season=2020. Läst 1 september 2020.
4. ↑  ”Friidrotts-SM, Borås 27-29.8.21”. friidrottsstatistik.se. https://www.friidrottsstatistik.se/resultsswe.php?CID=12994166&Season=2021. Läst 29 augusti 2021.
5. 1 2  ”Resultat: Friidrotts-SM, Söderhamn 28‐30.7.23”. friidrottsstatistik.se. https://www.friidrottsstatistik.se/resultsswe.php?CID=13045848&Season=2023. Läst 7 september 2023.
6. ↑  ”Resultat: SM-JSM-USM-VSM Stafett, Södertälje 9‐10.9.23”. friidrottsstatistik.se. https://www.friidrottsstatistik.se/resultsswe.php?CID=13047605&Season=2023. Läst 23 oktober 2023.
7. ↑  ”Resultat: SM-JSM-USM-VSM Stafett, Uppsala 25‐26.5.24”. friidrottsstatistik.se. https://www.friidrottsstatistik.se/resultsswe.php?CID=13073599&Season=2024. Läst 18 juni 2024.
8. ↑  ”Inomhus-SM 2019”. liveresults.se. https://liveresults.se/competition/inomhus-sm-2019?tab=results. Läst 17 februari 2019.
9. ↑  ”ISM 2020 Växjö 22–23 februari”. telekonsultarena.se. https://telekonsultarena.se/resultat/ISM20/Resultat.php. Läst 29 februari 2020.
10. 1 2  ”Resultat: Inomhus-SM, Malmö/A 19‐21.2.21 Inne”. friidrottsstatistik.se. https://www.friidrottsstatistik.se/resultsswe.php?CID=12976657&Season=2021. Läst 23 juli 2021.
11. 1 2  ”Resultat: ISM, Malmö/A 17‐19.2.23 Inne”. friidrottsstatistik.se. https://www.friidrottsstatistik.se/resultsswe.php?CID=13028716&Season=2023. Läst 20 februari 2023.
12. 1 2 3 4 5 6 7  ”Personsida på World Athletics' webbplats” (på engelska). worldathletics.org. https://www.worldathletics.org/athletes/sweden/emil-johansson-14809856. Läst 11 september 2021.